# Heterosaccus sibogae
Heterosaccus sibogae is een krabbezakjessoort uit de familie van de Sacculinidae. De wetenschappelijke naam van de soort is voor het eerst geldig gepubliceerd in 1951 door Boschma.